# Медіато
Клуб «Медіато» — аналітичний центр в Чехії.
Заснований в 1992 р — чеський член Віндзорської групи, організації національних клубів, метою яких є поширення реформаторських рухів у колишніх комуністичних країнах. Напрямки діяльності — розширення НАТО та ЄС, реформування державних структур, Кримінального кодексу. Фінансується в основному за рахунок грантів. Річний бюджет — бл. 100 тис.дол. Мета клубу — досягнення в Чехії стабільності правлячої коаліції, яка має здійснювати послідовну політику вирішення внутрішніх проблем.